# Cornelia Oschkenat
Cornelia Oschkenat, nascida Riefstahl (Neubrandenburg, 29 de outubro de 1961), é uma antiga atleta, especialista em provas de barreiras, que foi finalista olímpica em Seul 1988, em representação da República Democrática Alemã..

## Carreira

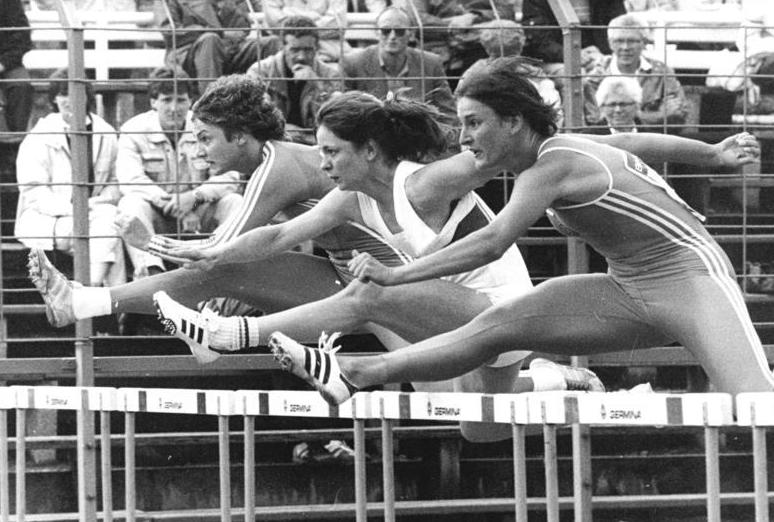
Cornelia Oschkenat (esqª), Heike Thoelo e Kerstin Knabe (dirª) em Jena (1986).

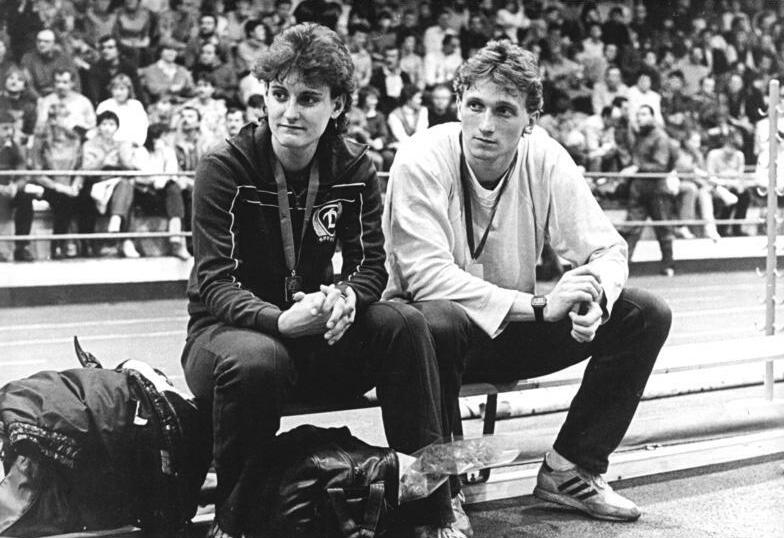
Cornelia e Andreas Oschkenat, em 1987.

Oschkenat estreou-se internacionalmente em 1983 nos Campeonatos do Mundo de Helsínquia, onde não foi além do sétimo lugar na final de 100 metros barreiras, prova que foi ganha pelas suas compatriotas Bettine Jahn e Kerstin Knabe. O boicote aos Jogos Olímpicos de 1984 impediu-a de se estrear numa competição olímpica, o que só viria a acontecer quatro anos mais tarde.
Em 1985 alcançou a sua primeira grande vitória, quando se classificou em primeiro lugar, com 7,90 s, na final de 60 metros barreiras do Campeonato Europeu de Atletismo em Pista Coberta, realizado em Atenas. No ano seguinte, recebeu a sua primeira medalha obtida ao ar livre, com o segundo lugar que obteve nos Campeonatos da Europa de Estugarda. Repetiu essa vitória nas edições de 1986 (em Madrid) e de 1988 (em Budapeste), bem como em duas edições da Taça da Europa de Nações.
Nos Campeonatos Mundiais de Roma, 1987 acabou uma das melhores corridas de sempre de 100 metros barreiras em terceiro lugar (12,46 s), atrás da búlgara Ginka Zagorcheva (12.34 s) e da sua compatriota Gloria Siebert (12,44 s). Nessa mesma competição, também obteve a medalha de prata na estafeta 4 x 100 metros, juntamente com Silke Gladisch, Kerstin Behrendt e Marlies Göhr.
Ná única oportunidade que teve para competir nos Jogos Olímpicos, em Seoul 1988, não conseguiu fazer melhor do que o oitavo lugar na final. Em 1989 venceu a sua prova na Taça do Mundo de Atletismo, disputada em Barcelona.
A carreira de Oschkenat viria a terminar prematuramente após a unificação da Alemanha em 1990.

## Melhores marcas pessoais

### Outdoor
| Prova           | Data                | Local               | Marca   |
| --------------- | ------------------- | ------------------- | ------- |
| 100 m barreiras | 11 de junho de 1987 | Neubrandenburg, RDA | 12,45 s |

### Indoor
| Prova          | Data                    | Local                | Marca  |
| -------------- | ----------------------- | -------------------- | ------ |
| 50 m barreiras | 20 de fevereiro de 1988 | Berlim Oriental, RDA | 6,58 s |
| 60 m barreiras | 25 de fevereiro de 1989 | Viena, Áustria       | 7,73 s |